# Koš (košarka)
Koš je dio opreme košarkaškog igrališta. Sastoji se od metalnog obruča na koji je pričvršćena mrežica. Cilj košarkaške igre je ubaciti loptu u koš.

## Povijest
Kad je Dr. James Naismith izumio košarkašku igru, igrači su pokušavali ubaciti loptu u običan pleteni koš za voće, zapremine polovice bušela (oko 18 l). Otuda i potiče ime "koš". Koševi su bili prikucani na ivicu balkona i bili su zatvoreni s donje strane. Međutim, pokazalo se nepraktičnim vaditi loptu iz koša nakon svakog pogotka (penjanjem na ljestve), te je na dnu izrezan mali otvor, kroz koji se lopta motkom izbacivala prema gore. Godine 1893. uveden je koš od čeličnog obruča izrađen kao viseća košara. Mrežica koja je otvorena na dnu uvedena je 1912./13. godine.
Koševi su često bili učvršćivani na balkone u dvoranama, pa su i gledatelji "sudjelovali" u igri – naginjali su se preko ograde i usmjeravali loptu u koš ili van njega, zavisno o navijačkim sklonostima. Zbog toga su 1895. godine klubovi podstaknuti da iza koša postavle platno dimenzija 1,2 × 1,8 m. Kasnije se drvena ploča pokazala prikladnijom. Staklena ploča je za profesionalnce legalizirana 1908./09., a za koledže 1909./10. godine. Zbog izbjegavanja učestalih prijestupa, ploča je 1920./21. pomaknuta od zadnje linije igrališta za 0,6 m (2 stope), a 1939./40. za 1,2 m.

## Važeća pravila
Današnji koš je obruč izrađen od čelika, unutarnjeg promjera 450 - 459 mm. Debljina metala je od 16 - 20 mm. Obojen je u narančastu boju. Na obruč se vezuje mrežica, koja služi da uspori let lopte, ali je ne smije zadržati.
Obruč se postavlja na ploču na visinu od 3.050 mm (±6 mm) od poda, po sredini između vertikalnih ivica ploče, a najbliža unutarnja točka na obruču je na udaljenosti od 151 mm (±2 mm) od lica ploče.

## Vanjske poveznice
- Pravila košarke na mrežnoj stranici FIBA-e  Arhivirana inačica izvorne stranice od 12. travnja 2016. (Wayback Machine)